# لامعادلة

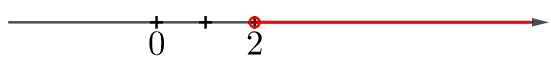
الرسم البياني لـ x أكبر من اثنين

في الرياضيات، تعرف اللامعادلة على أنها عبارة رياضية تعبر عن أن عنصرين أو تعبيرين رياضين هما ليسا ذات الشيء أو لا يملكا ذات القيمة. يرمز لهذه العلاقة عادة برمز المساواة عليها خط مائل كما يلي
{\displaystyle x\neq y.}

## خواص
هناك العديد من الخواص المفيدة للامعادلة في الجبر:
1. من الممكن إضافة أي كمية إلى كلا طرفي اللامعادلة دون أن تتغير.
2. من الممكن طرح أي كمية من كلا طرفي اللامعادلة دون أن تتغير.
3. من الممكن ضرب أي كمية (عدا الصفر) بكلا طرفي اللامعادلة دون أن تتغير.
4. من الممكن قسمة كلا طرفي اللامعادلة على أي كمية (عدا الصفر) دون أن تتغير.